# Gian Menico Cetti
Gian Menico Cetti; auch: Gian Domenico Cetti (* 14. Mai 1780 in Lugano; † 23. Februar 1817 ebenda) war ein Schweizer Übersetzer.

## Leben
Bereits in jungem Alter hatte er den Dienstgrad eines Obersts erreicht, gab aber die militärische Karriere auf und studierte an der Universität Bologna Medizin, speziell Chirurgie. Durch den Einfluss des späteren Kardinals, Giuseppe Gaspare Mezzofanti, der an der Universität Bologna orientalische Sprachen lehrte, begann er, nach dem Abschluss des Medizinstudiums, ein Sprachenstudium, so dass er neben Latein und den modernen westlichen Sprachen auch Griechisch, Hebräisch, Arabisch und Russisch beherrschte. Er war der erste Übersetzer, der russische Texte in eine abendländische Sprache übertrug und diese Übersetzungen brachten ihm die Anerkennung von Zar Alexander I. und Papst Pius VII. ein.
Seine hervorragendste Arbeit allerdings ist 1805 die Übersetzung der Schrift Geschichte vom Kampf und Untergang der schweiz. Bergkantone von Heinrich Zschokke auf Italienisch, die er mit Anmerkungen und einen Anhang über den Zustand der alten und der neuen Eidgenossenschaft versah.
Während der Helvetischen Republik war er Sekretär der Präfektur Lugano.

## Schriften (Auswahl)
- François-Pierre Savary; Johann Rudolf Dolder; Jean-Marc Mousson; Giuseppe Giovanni Battista Franzoni; Gian Domenico Cetti: Libertà Eguaglianza Repubblica Elvetica una, ed indivisibile. Legge Lugano li 13. Settembre 1800. Franzoni Prefetto Naz. del Cantone di Lugano. 1800.
- Heinrich Zschokke; Gian Menico Cetti: Istoria della guerra, e della distruzione de' cantoni democratici della Svizzera / di Arrigo Zschokke ; tradotta dal tedesco, ed ampliata con note ed un' appendice da Giam-Menico Cetti. Lugano 1805.
- Gaetano Beretta; Gian Domenico Cetti: I ticinesi nella campagna di Russia 1812. Bellinzona: Istituto editoriale ticinese, 1937.